# Harry Potter și Prințul Semipur
Harry Potter și Prințul Semipur este a șasea carte din seria Harry Potter, scrisă de J. K. Rowling.

## Rezumat
Vara este în toi, dar o ceață neobișnuită pentru acest anotimp bate în ferestre. Harry este în camera sa, așteptând ca pe ace vizita domnului profesor Albus Dumbledore în persoană, nefăcându-și însă bagajele. Una dintre ultimele ocazii în care l-a văzut pe director a fost când acesta purta un duel aprig cu Lordul Cap-de-Mort, iar lui Harry nu-i vine să creadă că domnul profesor Dumbledore chiar își va face apariția tocmai în casa familiei Dursley. De ce îl vizitează acum? Ce este atât de important, încât nu poate aștepta până cand Harry se va întoarce la Hogwarts, peste câteva săptămâni? Al șaselea an la Hogwarts al lui Harry a debutat deja într-un mod ciudat, dat fiind că lumea încuiată și cea magică încep să se împletească. J. K. Rowling proiectează cele mai recente aventuri ale lui Harry Potter din timpul celui de-al șaselea an al lui la Hogwarts, cu o măiestrie desăvârșită și într-un mod care îți taie răsuflarea.
Când Harry ajunge la Hogwarts, Dumbledore începe să-i arate amintirile lui, care mai târziu se leagă între ele și îi dau lui Harry indicii prețioase despre Horcruxuri (obiecte în care Voldemort își depozita câte o parte din suflet pentru a putea supraviețui). La Hogwarts însă este angajat un nou profesor de Poțiuni, Horace Slughorn, Plesneală fiind la Apărare contra magiei negre. Slughorn îi dă și el o amintire lui Harry, amintire ce îl ajută să afle ce sunt Horcruxurile, și, la materia lui, Harry se folosește de o carte veche cu ajutorul căreia va străluci la materia de Poțiuni. Însă pe carte sunt scrise niște indicații de așa-numitul „Prinț Semipur”, care se dovedește a fi mai târziu nimeni altul decât Plesneală. Harry află mai târziu că deja a distrus un horcrux în anul doi, în Camera Secretelor. El pornește cu Dumbledore în căutarea horcruxurilor, dar acesta moare atunci când se întoarce, în timp ce devoratorii morții pătrund în școală și îi atacă pe profesori și pe elevi, el fiind ucis de Plesneală. Harry asistă la toate faptele, însă, desigur, sub pelerina sa invizibilă.

## Personaje
- Harry Potter
- Ron Weasley
- Hermione Granger
- Albus Dumbledore
- Severus Plesneală
- Rubeus Hagrid
- Cap-de-Mort
- Draco Reacredință
- Personalul de la Hogwarts, Ordinul Pheonix, Armata lui Dumbledore, Mortivorii

## Recepție

### Premii
- Mythopoeic Fantasy Award for Adolescent Literature (2008)
- Books I Loved Best Yearly (BILBY) Awards for Older Readers (2006)
- Colorado Blue Spruce Young Adult Book Award (2008)
- Golden Archer Award for Middle/Junior High (2008)
- ALA Teens' Top Ten (2006)